# 13733 Dylanyoung
13733 Dylanyoung è un asteroide della fascia principale. Scoperto nel 1998, presenta un'orbita caratterizzata da un semiasse maggiore pari a 2,3108432 UA e da un'eccentricità di 0,0784106, inclinata di 4,35313° rispetto all'eclittica.